# Zompeltepec
Zompeltepec är en ort i Mexiko.   Den ligger i kommunen Chilapa de Álvarez och delstaten Guerrero, i den sydöstra delen av landet, 210 km söder om huvudstaden Mexico City. Zompeltepec ligger 1 988 meter över havet och antalet invånare är 595.
Terrängen runt Zompeltepec är huvudsakligen kuperad. Zompeltepec ligger uppe på en höjd som går i nord-sydlig riktning. Runt Zompeltepec är det ganska glesbefolkat, med 42 invånare per kvadratkilometer. Närmaste större samhälle är Chilapa de Alvarez, 12,6 km väster om Zompeltepec. I omgivningarna runt Zompeltepec växer huvudsakligen savannskog.